# Спринг-Лейк-Парк
Спринг-Лейк-Парк (англ. Spring Lake Park) — город в округах Анока и Рамси, штат Миннесота, США. По данным переписи за 2010 год число жителей города составляло 4918 человек.
Спринг-Лейк-Парк был инкорпорирован в 1953 году. Город разделён между двумя округами, но большая часть находится в Аноке. В Рамси была расположена только пожарная часть.

## Географическое положение
По данным Бюро переписи населения США город имеет общую площадь в 5,36 км² (5,13 км² — суша, 0,23 км² — вода).

## Население
| Год переписи | Нас. |  | %±    |
| ------------ | ---- |  | ----- |
| 1960         | 3260 |  | —     |
| 1970         | 6417 |  | 96,8% |
| 1980         | 6477 |  | 0,9%  |
| 1990         | 6532 |  | 0,8%  |
| 2000         | 6778 |  | 3,8%  |
| 2010         | 6412 |  | −5,4% |
| 2016         | 6472 |  | 0,9%  |

По данным переписи 2010 года население Спринг-Лейк-Парка составляло 6412 человек (из них 48,8 % мужчин и 51,2 % женщин), в городе было 2672 домашних хозяйства и 1694 семьи. 6234 человека проживали в округе Анока, и только 178 — в округе Рамси. На территории города было расположено 2795 постройки со средней плотностью 545 построек на один квадратный километр суши. Расовый состав: белые — 83,7 %, афроамериканцы — 3,8 %, азиаты — 5,1 %, коренные американцы — 0,9 %. На 2016 год население Спринг-Лейк-Парка было распределено по происхождению следующим образом: 31,6 % — немецкое, 12,0 % — ирландское, 6,1 % — английское, 11,9 % — шведское, 13,9 % — норвежское происхождение.
Население города по возрастному диапазону по данным переписи 2010 года распределилось следующим образом: 19,9 % — жители младше 18 лет, 3,5 % — между 18 и 21 годами, 60,1 % — от 21 до 65 лет и 16,5 % — в возрасте 65 лет и старше. Средний возраст населения — 41,2 лет. На каждые 100 женщин в Спринг-Лейк-Парке приходилось 95,5 мужчин, при этом на 100 совершеннолетних женщин приходилось уже 92,7 мужчин сопоставимого возраста.
Из 2672 домашних хозяйств 63,4 % представляли собой семьи: 45,0 % совместно проживающих супружеских пар (15,3 % с детьми младше 18 лет); 12,8 % — женщины, проживающие без мужей и 5,6 % — мужчины, проживающие без жён. 36,6 % не имели семьи. В среднем домашнее хозяйство ведут 2,39 человека, а средний размер семьи — 2,95 человека. В одиночестве проживали 30,1 % населения, 13,0 % составляли одинокие пожилые люди (старше 65 лет).

## Экономика
В 2016 году из 5304 человек старше 16 лет имели работу 3206. При этом мужчины имели медианный доход в 45 417 долларов США в год против 48 154 долларов среднегодового дохода у женщин. В 2014 году медианный доход на семью оценивался в 68 488 $, на домашнее хозяйство — в 57 993 $. Доход на душу населения — 28 652 $ в год.